# Delamarella arenicola
Delamarella arenicola is een eenoogkreeftjessoort uit de familie van de Latiremidae. De wetenschappelijke naam van de soort is voor het eerst geldig gepubliceerd in 1954 door Chappuis.